# Stewart Imlach
James John Stewart Imlach (Lossiemouth, 6 de janeiro de 1932 - 7 de outubro de 2001) foi um futebolista escocês que atuava como meia.

## Carreira
Stewart Imlach fez parte do elenco da Seleção Escocesa de Futebol, na Copa do Mundo de 1958.